# Diplochasma alboapicata
Diplochasma alboapicata är en tvåvingeart som först beskrevs av Malloch 1927.  Diplochasma alboapicata ingår i släktet Diplochasma och familjen lövflugor.
Artens utbredningsområde är Taiwan. Inga underarter finns listade i Catalogue of Life.